# Bonheur-du-jour
 (mars 2016).
Si vous disposez d'ouvrages ou d'articles de référence ou si vous connaissez des sites web de qualité traitant du thème abordé ici, merci de compléter l'article en donnant les références utiles à sa vérifiabilité et en les liant à la section « Notes et références ».

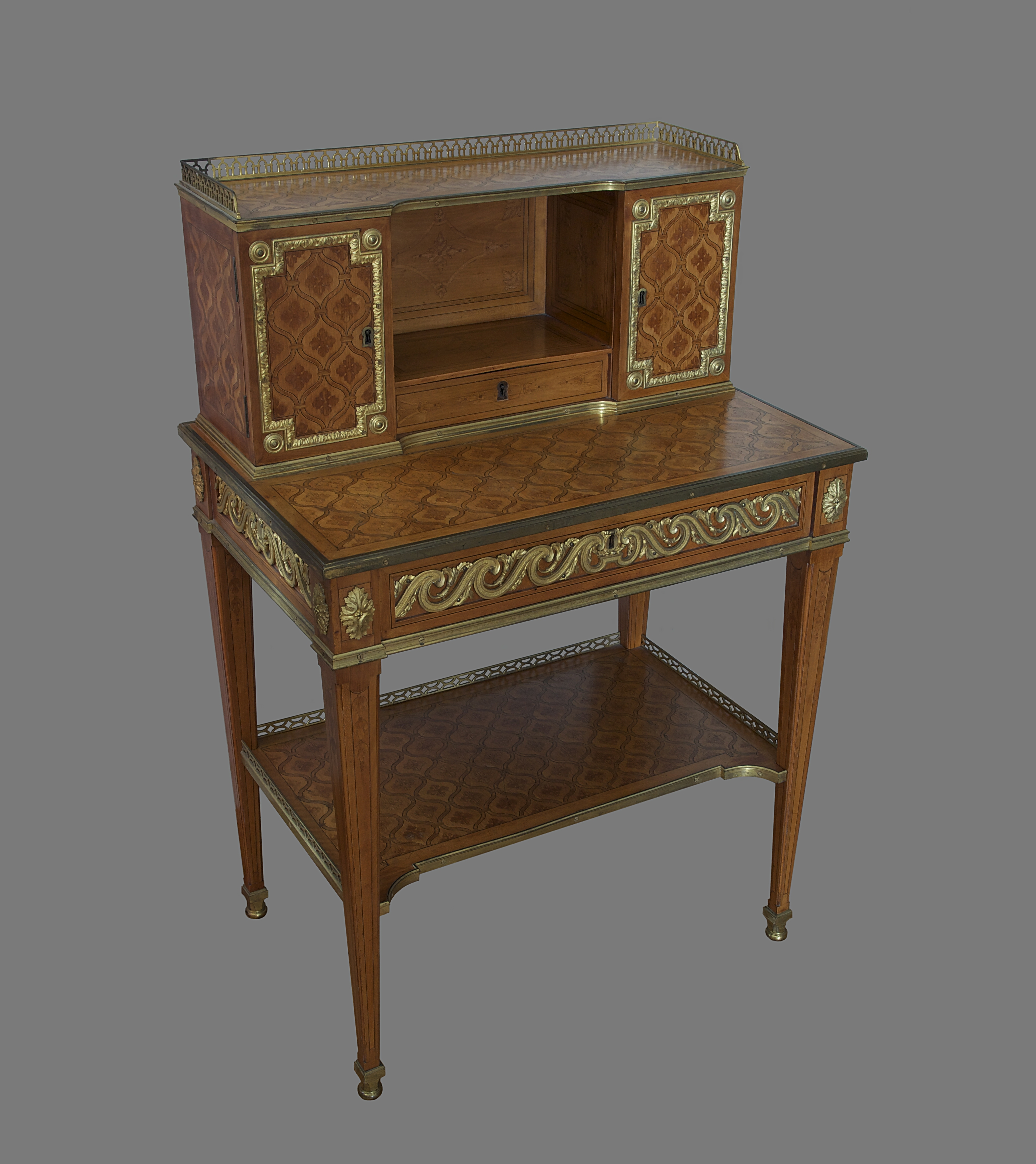
Bonheur-du-jour, attribué à Riesener, château de Versailles.

Le bonheur-du-jour est un meuble destiné à l'écriture et plus spécialement aux dames. Il peut remplir des fonctions différentes selon l'endroit où on le place : bureau et secrétaire dans le salon, chiffonnier ou coiffeuse dans la chambre ou meuble d'exposition. Il apparaît au XVIIIe siècle pendant la période Transition, époque où de nombreux meubles sont créés pour remplir une fonction spécifique. 

## Origine du nom
Il doit son nom au fait que les dames de l'époque pouvaient y cacher des lettres et petits objets (souvent les courriers d'amour, d'amants). Le bonheur du jour étant un meuble constitué de gradins eux-mêmes remplis de tiroirs (et parfois de quelques cachettes), elles pouvaient y cacher du courrier qui était leur « bonheur du jour ». À l'origine, ce meuble se faisait appeler « petite table à gradins », ou « écritoire haut à gradins », mais ces dénominations furent très vite oubliées.

## Conception
Ce meuble est petit et léger, facile à déplacer. Il se compose généralement d'une table à pieds hauts et minces dont le plateau supporte une petite armoire rectangulaire posée en retrait. Celle-ci est fermée par des vantaux et contient des tiroirs ou des casiers. La partie supérieure s'appelle les « gradins », c'est elle qui constitue toute l'âme du bonheur-du-jour.

## Dans la littérature
[réf. incomplète]
- Le Bonheur du jour est une pièce de théâtre de Edmond Guiraud créée en 1926 au Théâtre de l'Odéon et adaptée en 1927 au cinéma par Gaston Ravel
- Le Bonheur du jour (the adamantine), Contes de l'Oubliette par Hans Christian Andersen

sur wikisource
- Le Bonheur du jour, recueil de poèmes d'Hélène Cadou (1956)
- Le Bonheur du jour, roman de José Cabanis (1960) Gallimard ; et deuxième cycle éponyme de cinq romans.

## Annexes

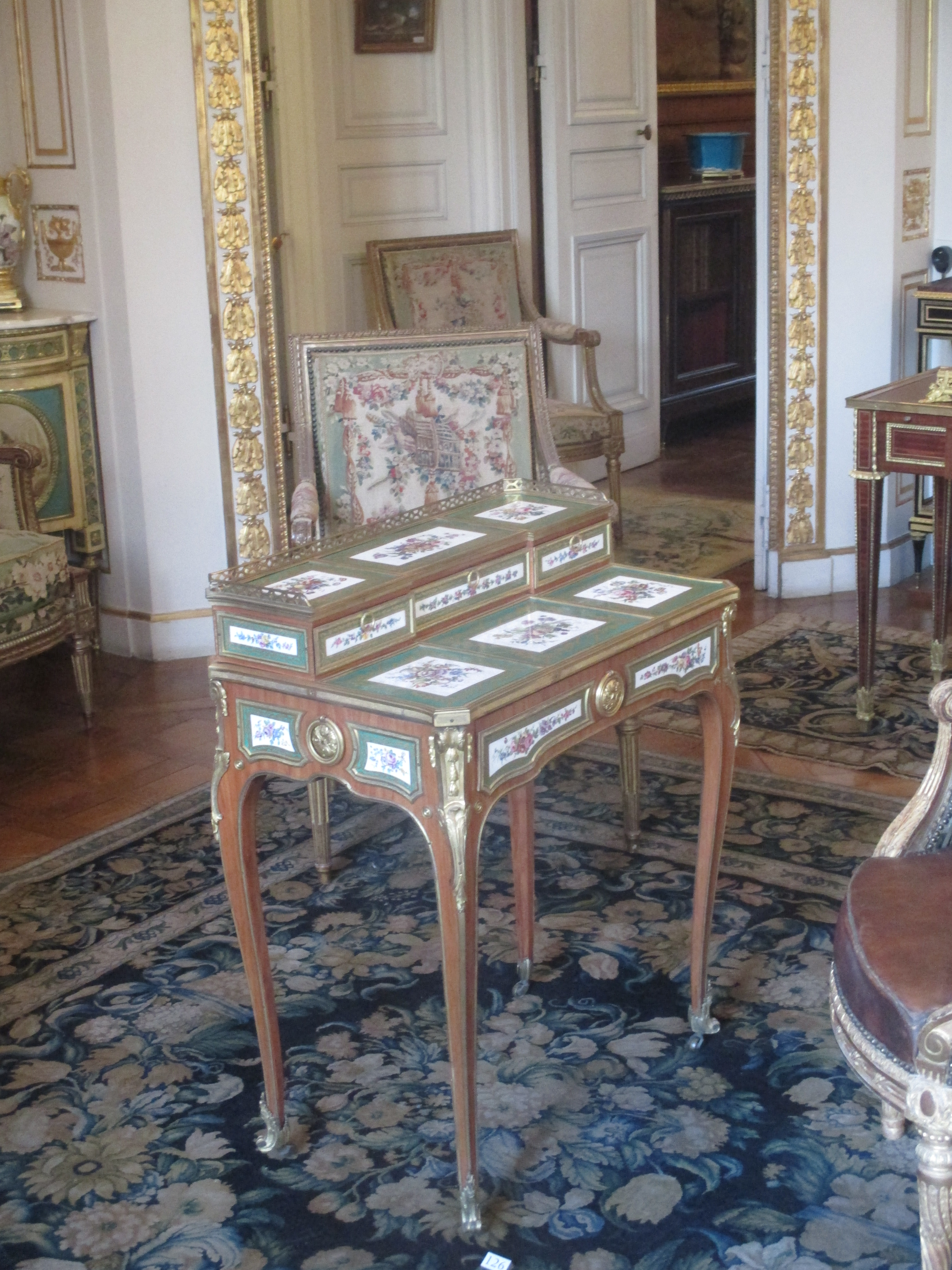
Bonheur-du-jour (1766) estampillé Martin Carlin, musée Nissim-de-Camondo (Paris).